# Gunnel Frieberg

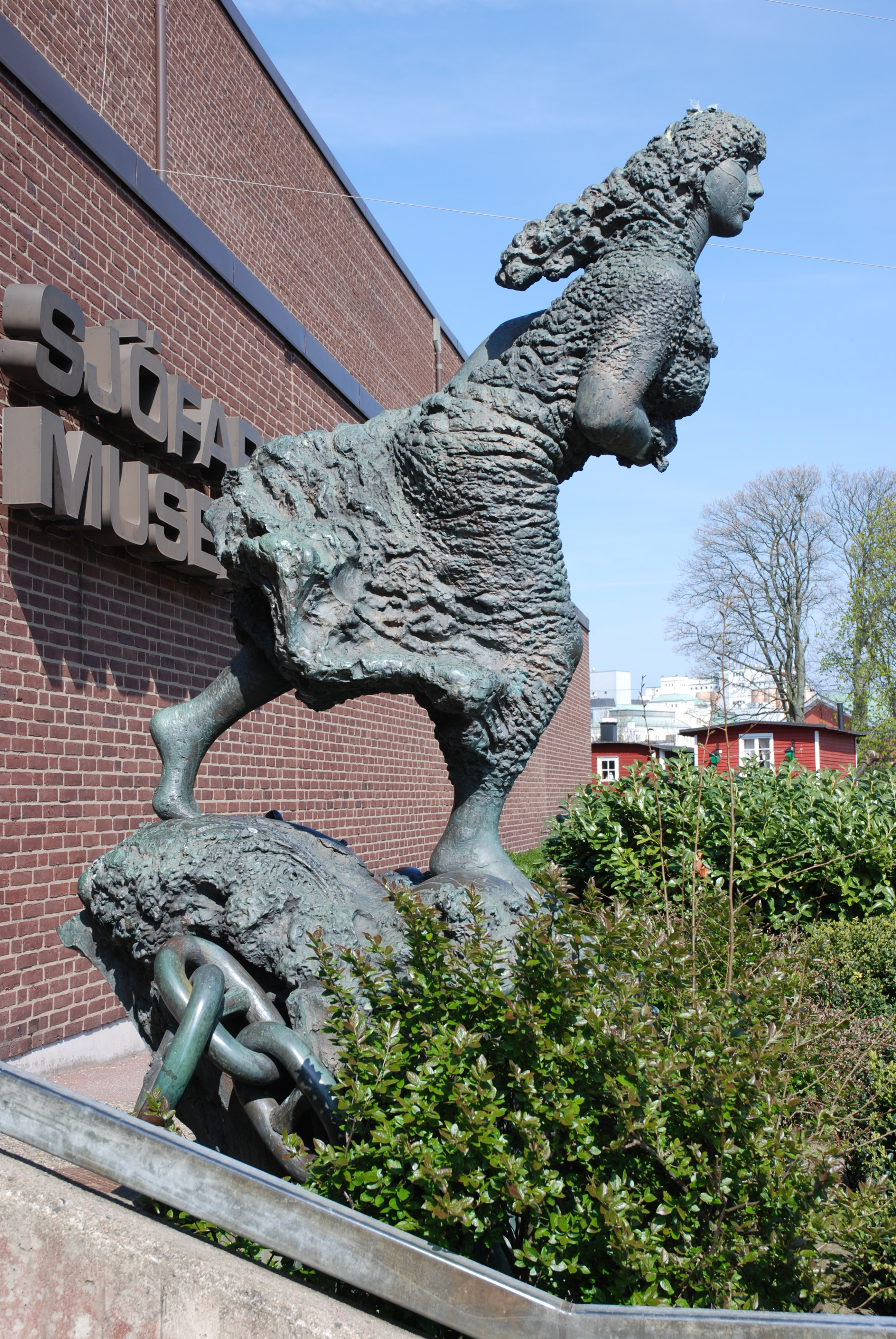
Vågen av Östersjön, Malmö.

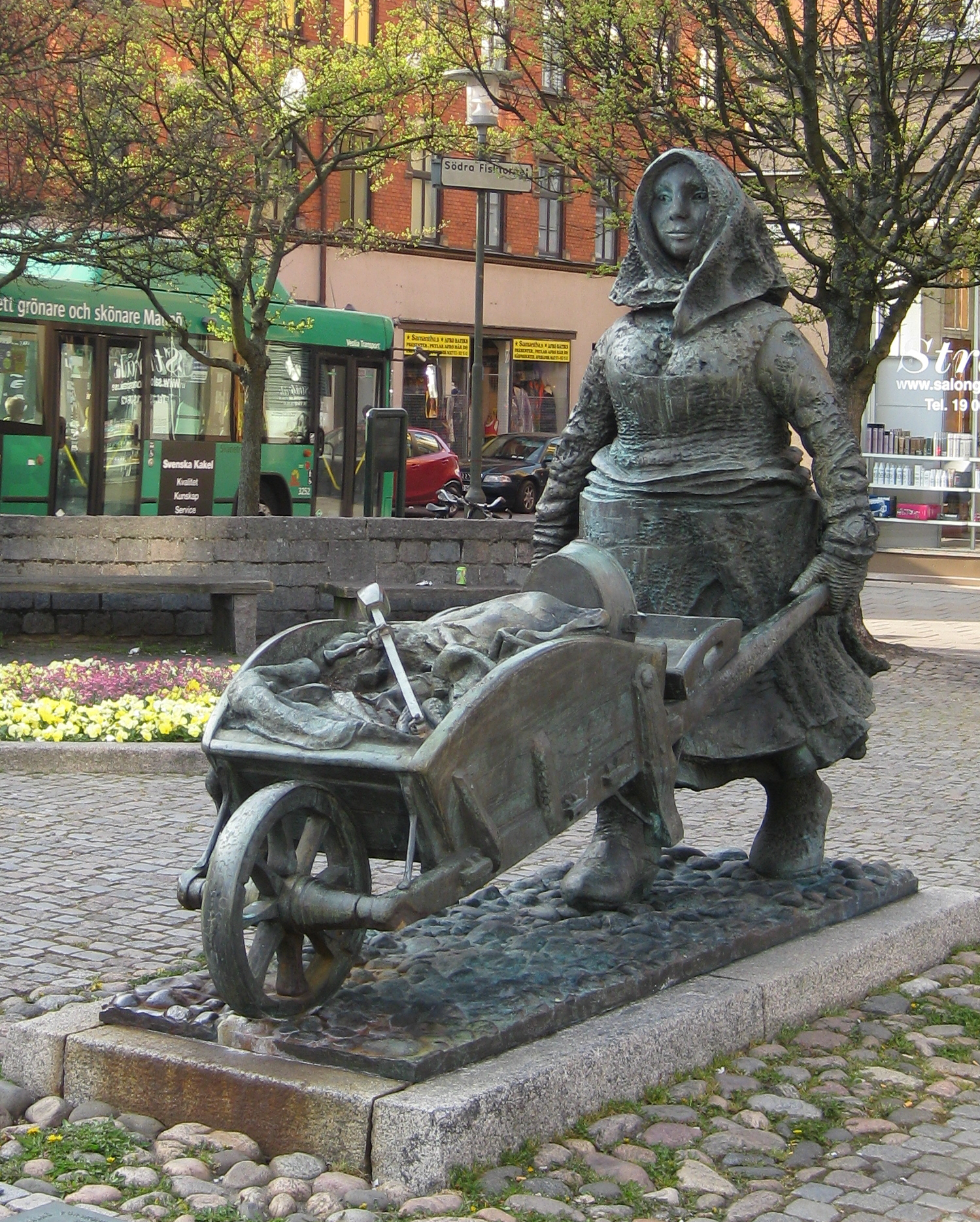
Sillagumma, Malmö

Esther Gunnel Margareta Frieberg, född 16 september 1919 i Malmö, död 19 juli 2010 i Skarpnäck, var en svensk skulptör, grafiker och tecknare.

## Biografi
Frieberg utbildade sig vid Zadigs Skulpturskola i Malmö 1936–1937 och vid Otte Skölds målarskola i Stockholm 1937 hon tilldelades Leander Engström stipendiet 1938 och studerade etsning för Emil Johanson-Thor och Harald Sallberg vid Kungliga Konsthögskolan. Hon studerade för Henry Luckow-Nielsen vid Frederiksbergs Teknisk Skole i Köpenhamn 1939 samt skulptur för Nils Sjögren vid konsthögskolans skulpturskola 1940 därefter fortsatte hon sina studier vid Konsthögskolan i Stockholm, Grafiska Skolan samt Mosaikskolan Ravenna. Hon debuterade i en separatutställning med teckningar och grafik i Malmö 1939 och 1952 ställde hon ut på Gummesons konsthall. Tillsammans med Felix Hatz ställde hon ut teckningar och grafik i Göteborg 1942 och tillsammans med Beth Zeeh ställde hon ut skulpturer och teckningar i Norrköping 1945 samt tillsammans med Lars Norrman ställde hon ut skulpturer i Uppsala 1946. Hon medverkade tillsammans med Gerry Eckhardt, Tore Hultcrantz, Georg Källkvist, Bengt Lissegårdh, Carl Palme, Kurt Ullberger i en utställning med färgträsnitt på Lorensbergs konstsalong 1956. Hon medverkade i samlingsutställningen Bumerangen på Liljevalchs konsthall 1945 och 1957 samt var under flera år medverkande i Nationalmuseums utställning Unga tecknare och i ett flertal tillfällen med Sveriges allmänna konstförening och Skånes konstförening. Hennes konst består av teckningar, grafik, skulpturer och mosaikarbeten.
Hon är representerad på Moderna Museet med terrakottaskulpturen Brita funderar samt Malmö museum, Göteborgs konstmuseum, Norrköpings konstmuseum, Värmlands Museum, och Helsingborgs museum. 
Hon var dotter till läkaren Torsten Frieberg och Ester Bruce samt syster till tecknaren Gunnar Frieberg. Åren 1944 till 1946 var hon gift med konstnären Felix Hatz. Frieberg är begravd på S:t Pauli mellersta kyrkogård i Malmö.

## Offentliga verk i urval
- Gytte (1949), Grafikvägen, Gullmarsplan, Stockholm[16]
- Den mexikanska stolen (1967), brons, Flen
- Karusell (1972), brons, Hagatorget i Söderköping
- Jannika (1976), Eksjö
- Jannica och dockvagnen, Katarina Bangata på Södermalm i Stockholm
- Dockvagnen (1973), brons, Sätra Torg i Stockholm
- Sankta Thora, Torekov i Båstads kommun[17]
- Sillagumma (1980), brons, Södra Fisktorget i Malmö[18]
- Vågen av Östersjön (1983), brons, Sjöfartsmuseet i Malmö
- Gårdfarihandlaren (1984), Klostergården i Lund
- Pingvin med unge, brons, Löwenströmska sjukhuset i Upplands Väsby